# Ngoma (Sambia)
Ngoma ist ein Ort im Süden des Kafue-Nationalparks in der Südprovinz von Sambia. Ngoma ist eine Wildhütersiedlung der Zambian Wildlife Authority (ZAWA). 200 Wildhüter leben hier mit ihren Familien. 

## Geografie
Ngoma liegt südlich der Stadt Itezhi Tezhi. Neben dem Ort fließt der Bach Nkala, der in der Trockenzeit völlig trockenfällt, in der Regenzeit jedoch weit über die Ufer tritt und die Ebene zwischen den rund hundert Meter höheren Hügeln Nakalombwe, Nkala und „Hühnerschrei“ überflutet. Dann leben dort Krokodile. Für Flusspferde ist das Wasser nicht tief genug.

## Tourismus
Ngoma Lodge wurde vor einigen Jahren geschlossen, nachdem Wilderer den Tierbestand fast ausgerottet hatten. Heute ist der Tierbestand annähernd stabil. Die Arbeit der Wildhüter zeigt Früchte. Inzwischen sieht man gelegentlich große Impalaherden, Buschböcke und häufiger Elefanten. Auch Leoparden schleichen nachts um das Dorf. Die anderen Tiere des Parks gelangen nur selten in diese Gegend.

## Infrastruktur
Ngoma ist an das Stromnetz angeschlossen, doch nicht alle Häuser haben Strom. Strom wird vor allem für die Wasserpumpe genutzt, die aus einem Bohrloch die Trinkwasserversorgung sichert. Im Süden des Ortes liegt ein kleines Flugfeld. Es gibt ein kleines Informationszentrum zur lokalen Tierwelt und eine Grundschule.